# Youth progress index
Lo Youth Progress Index (YPI) fornisce un quadro multidimensionale della qualità della vita dei giovani in tutto il mondo.
L'indice, sviluppato su impulso dello European Youth Forum, segue la metodologia dello Social Progress Index, basandosi sugli studi effettuati da Amartya Sen, Douglass North e Joseph Stiglitz,.  ed è il primo indice di sviluppo sociale a considerare un sottogruppo della popolazione definito in base all'età, piuttosto che considerando il discrimine geografico.
La particolarità della metodologia risiede nella decisione di analizzare le prestazioni sociali e ambientali di un Paese, indipendentemente dai fattori economici, integrando quindi le misure tradizionali di progresso, come il Prodotto Interno Lordo.
È stato creato con il fine di permettere a decisori politici, ricercatori e attivisti di ricevere dati su quali sono gli aspetti chiave da migliorare all'interno delle politiche giovanili di ciascun Paese.

## Storia
L'YPI è stato distribuito per la prima volta nel 2018, misurando la qualità della vita dei giovani in più di 150 paesi in tutto il mondo. L'iniziativa è stata promossa dallo European Youth Forum, Deloitte, dall'Istituto internazionale per la democrazia e l'assistenza elettorale (International IDEA), OSCE Office for Democratic Institutions and Human Rights (ODIHR),  Social Progress Imperative e l'Organizzazione Internazionale dei Datori di Lavoro (IOE).
La seconda edizione, sviluppata dallo European Youth Forum e da Social Progress Imperative, è stata pubblicata nel 2021. Classifica più di 150 Paesi (18 solo parzialmente). Copre una serie temporale di 10 anni con dati dal 2011 al 2020. I risultati sono visualizzabili grazie ad una mappa interattiva.
L'edizione 2021 dell'YPI include per la prima volta anche una versione corretta dell'indice, considerando le variazioni dei risultati quando si aggiunge il parametro della sostenibilità ambientale, misurando "l'impatto ambientale del progresso di un Paese". Il report 2020, che accompagna i risultati dello studio, è dedicato a uno studio approfondito del cambiamento climatico, della rivoluzione digitale e degli spazi di partecipazione civica dedicati ai giovani.

## Metodologia
Lo Youth Progress Index, utilizzando la metodologia Social Progress Index (SPI)[9], analizza tre dimensioni del progresso sociale[1]:
- Bisogni umani fondamentali,
- Benessere,
- Opportunità.

Tutte e tre le dimensioni quantificano il progresso sociale monitorando e valutando i dati su dodici parametri, suddivisi in 60 indicatori. Includono fattori come l'accesso all'istruzione, all'assistenza sanitaria, alla qualità del lavoro e alla sostenibilità ambientale, fornendo un quadro più completo dei progressi in un determinato Paese rispetto alla semplice performance in termini di PIL.
I dati sono mirati supportare la misura del successo dei Paesi nel raggiungimento degli obiettivi di sviluppo sostenibile delle Nazioni Unite (OSS), considerando che gli OSS mirano a combattere la povertà e la discriminazione, a proteggere il pianeta e a garantire pace e prosperità.
Le tre dimensioni dell'Indice di Progresso Giovanile nelle loro componenti:
1. Bisogni umani fondamentali:
- Nutrizione e cure mediche di base
- Acqua e servizi igienico-sanitari
- Alloggi
- Sicurezza personale

2. Fondamenti del benessere:
- Accesso all'istruzione
- Accesso a informazioni e comunicazioni
- Salute e benessere
- Qualità ambientale

2. Opportunità:
- Diritti personali
- Libertà personale
- Incisività
- Accesso all'istruzione superiore

## Testimonials
- Herman Van Rompuy - Presidente emerito del Consiglio europeo ed ex primo ministro del Belgio
- Niklas Nienass - Membro del Parlamento europeo e co-presidente del gruppo di interesse sui giovani
- Yasmine Ouirhrane - Fondatrice di We Belong e Young European of the year 2019[17]
- Matjaž Gruden - Direttore della Partecipazione Democratica, Consiglio d'Europa